# Dávalos
Dávalos (< D'Ávalos) es un linaje español que tiene diversas acepciones, ya que se corresponde con Ávalos (Avalos), Ábalos (Abalos), de Ávalos, Avalo, D'Ávalos (D'Avalos) y/o Abalón (Abalon), tratándose siempre del mismo linaje, como aclara el licenciado Francisco Cascales (1564-1642)  en su obra “Discursos Históricos…” tercera edición publicada en 1.874:
“unos autores les llaman Ávalos, y otros Dávalos, cosa es bien menuda, y en que no se debe reparar para entender que no son diferentes linajes; pues cada día sucede aumentarse o disminuirse de una letra o de una sílaba los apellidos, siendo siempre los mismos.”
Este linaje ha usado varios escudos de armas a lo largo de la historia. El que aquí se representa corresponde, según el mencionado historiador, al confirmado por Enrique III al condestable de Castilla Ruy López Dávalos. 
“Sus armas son un castillo de oro en campo rojo, por orla cuatro jaqueles, dos rojos y dos de oro.”

## Origen
Independientemente de distintas versiones existentes sobre el origen remoto del apellido Dávalos, gran parte de los historiadores, entre ellos el Licenciado Bartolomé Frías de Albornoz (sobre 1553) en su obra “De los linajes de España”, Esteban de Garibay y Zamalloa (1533-1599) en su obra “Los cuarenta libros del compendio historial”, Gonzalo Argote de Molina (1548-1596) en su obra “Nobleza de Andalucía”, Bartolomé Moreno de Vargas (1576-1648) en su obra “Discursos de la nobleza de España”, Alonso López de Haro (1622) en su obra “Nobiliario genealógico de los reyes y títulos de España”, coinciden en que proceden del antiguo reino de Navarra, aludiendo incluso alguno de ellos a un Infante de Navarra. Existe pues coincidencia histórica en considerar que los Dávalos, Ávalos o Ábalos estaban en el antiguo reino de Navarra ya por el siglo XII (con solar en la vertiente sur de la sierra de Toloño, incluyendo Ábalos, San Vicente de la Sonsierra…).

## Historia y extensión

### Por España

#### Andalucía y Extremadura

Escudo de Úbeda con los 12 leones

Una probanza de nobleza hecha en 1453, garantizada por el citado Gonzalo Argote de Molina, atestigua que los Dávalos proceden de uno de los cincuenta hidalgos que el rey Fernando III instalara en Úbeda cuando efectuó el repartimiento de esta ciudad en 1233, dejando por alcaide del alcázar a un caballero del linaje de Dávalos. Descendientes de éste fueron también alcaides de Úbeda, destacando en tiempos de Alfonso XI Diego López de Dávalos, al participar en la conquista del reino de Algeciras en 1344, y por haber sido uno de los doce “leones” de la famosa hazaña de Úbeda, por la que el Rey hizo merced a la ciudad de su escudo: una corona y doce leones por orla. 
Entre los Dávalos afincados en esta zona, el personaje más destacado fue sin duda Ruy López Dávalos, nacido en Úbeda en 1357 siendo su padres Diego López Dávalos, fallecido después de 1379, alcaide de Úbeda, y su esposa Catalina de Mendoza, y su tío Pedro López Dávalos, alcaide de Quesada. Sus abuelos paternos fueron Sancho Ruiz de Haro o de Baeza y su esposa Mencía Dávalos, hija de Lope Fernández Dávalos, alcaide de Úbeda a principios del siglo XIV por el rey Fernando IV de Castilla, y cabeza de los Dávalos en ella. Fue educado para la carrera militar dentro de las reglas de la caballería, que asumía ideales tales como el valor, la fe, la justicia, la generosidad, la lealtad y sobre todo la nobleza.
Llegó a ser condestable de Castilla. Por su vida ejemplar fue adjetivado por todos como “El buen Condestable”, y su lealtad, prudencia de gobierno y hazañas militares, así como la ingratitud y gran injusticia cometida contra su persona al final de su vida, fue el argumento de gran número de romances y obras dramáticas, que se tratan en el apartado de Literatura.
El poeta sevillano y contemporáneo suyo Diego Martínez de Medina le dedicó el siguiente romance:
“Alégrese aquel discreto, valiente,
que fue de su padre fechura e criado,
el grand Condestable muy noble, eçelente,
servidor de reyes muy enumerado,
leal, verdadero, ardis, esforzado,
el cual Alcántara fizo desçercar
e al rey con miedo las tiendas alçar.
por lo que merece ser siempre loado.”
Una hermana del Condestable, Leonor Ramírez Dávalos, casó en Baeza con Cristóbal García de Olid. Hijo suyo fue Gil Ramírez de Dávalos, Alcaide del Castillo de Linares, como también lo fue en 1518 su hijo Pedro y/o Gonzalo Dávalos. En 1510 nació Gil Ramírez de Dávalos, segundo de este nombre, explorador y conquistador, cuyos hechos se narran en el apartado de América. 
En Extremadura, según documentos en el Archivo General de Indias, los primeros Ávalos o Dávalos que se encuentran en esta región son en Medellín: Alonso Ávalos casado con Inés de Ribera, Juan Ávalos y Francisco Hernando de Saavedra, los tres hermanos y a su vez primos de Hernán Cortés, que pasaron a América antes de 1522.
Y ya más recientemente en 1911, nace en Mérida el escultor Juan de Ávalos.

#### Murcia, Guadix y Guadalajara
Procedentes de su asentamiento en Úbeda, la primera referencia de los Dávalos en Murcia (cuya relación con los Dávalos de Úbeda y Baeza va a ser frecuente y fluida),…se remonta a Diego Gómez de Dávalos, que tuvo por hijos a: Pedro Gómez Dávalos, que en 1379 adquiere por tres mil maravedís unas casas en la collación de Santa María la Mayor.
Ruy López Dávalos, condestable de Castilla, vino por adelantado mayor de Murcia, año 1396, nombró por su teniente a su hermano Lope Pérez Dávalos, el cual casó con  Mencía de Cervatos, señora del Aldea del Javalí, que fue quien hizo la noria que hoy dura con otra aldea de su nombre.
Nieto de Lope Ruiz Dávalos fue Sancho Dávalos, que casó con Teresa Rodríguez Fajardo. Fue regidor de Murcia desde 1427 hasta 1460, además de señor de Ceutí, comendador de Lorquí y Caballero de la Orden de Santiago. Tenía parte en los molinos situados junto al puente que, su familia tradicionalmente poseyó. En 1435 fundó en la Catedral de Murcia la Capilla de San Antonio Abad, que después fue del Rosario y posteriormente del Socorro.
Otro destacado personaje de esta procedencia fue el Cardenal Gaspar Dávalos, que fue Obispo de Guadix, Arzobispo de Granada, de Santiago, y electo para la sede primada de Toledo, de la que no llegó a posesionarse porque la muerte le sobrevino en noviembre de 1545, nueve días después de su designación. Mas lo que inmortaliza su memoria es la fundación de la Universidad de Granada (ya que a sugerencia suya, Carlos I pidió al Papa las bulas de fundación), bulas que Clemente VII otorgó el 12 de junio de 1531, con todos los privilegios, honores y prerrogativas y facultades lícitas, Cánones, Leyes y Medicina. Carlos I tuvo en él uno de sus más eficaces consejeros en la obra de engrandecimiento de España.
Hay una carta del Cardenal Dávalos a sus parientes con motivo de la imposición del capelo cardenalicio en Compostela, en cuyo final dice…dénse nuestras encomiendas al señor don Juan Fajardo… y de don Juan y don Gaspar que aprovechen en el estudyo…(El primero es yerno y los dos segundos hijos de Pedro Dávalos Fajardo, sus deudos muy cercanos de Murcia).
Su padre Rodrigo Dávalos fue regidor de Guadix, como también lo fue su hermano Juan Dávalos, así mismo comendador de la orden de Santiago, que casó con doña Isabel de la Cueva, y de este matrimonio proceden los descendientes actuales de esta rama Dávalos en Guadix.

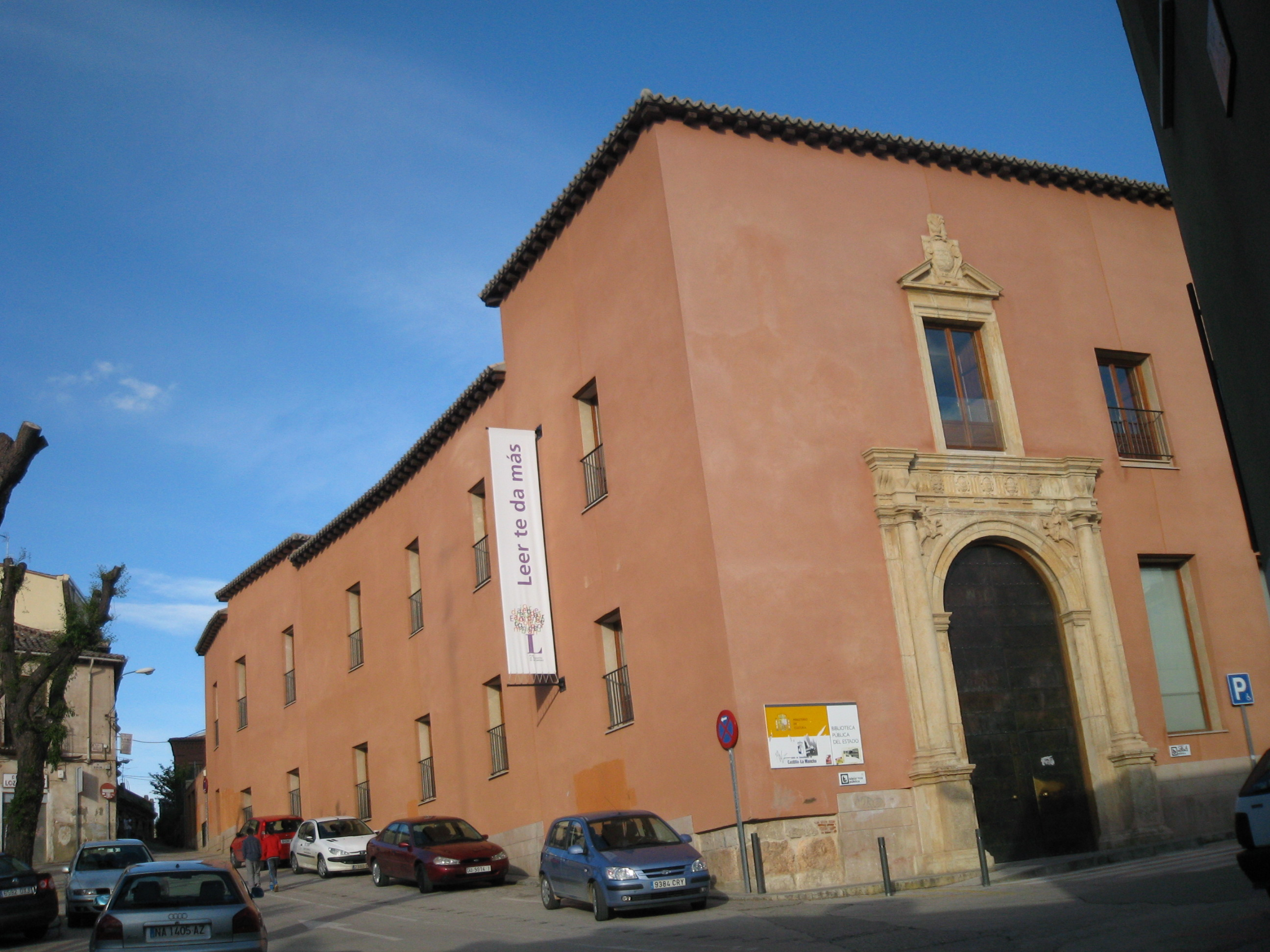
Palacio Dávalos en Guadalajara

Luis Núñez de Castro en su Historia eclesiástica y civil de Guadalajara dice: 

Llegaron los Dávalos a Guadalajara a comienzos del siglo XVI. La entrada de este linaje se hace a través de una fémina, la murciana doña María Dávalos (hija de Sancho Dávalos), que casa con una familia ya asentada desde un siglo antes en la ciudad, los Carrión. El hijo de Alonso González de Carrión y María Dávalos se nombró Hernando Dávalos y Carrión, y su hijo fue, don Hernando Dávalos Sotomayor, caballero que llegó a ocupar altos cargos en el Consejo Real de Castilla, durante el reinado de Felipe II, y regente de la Vicaría de Nápoles.

#### Resto de Castilla y Aragón
El condestable celebró tres matrimonios: El primero, con María Gutiérrez de Fontecha, siendo padres de:
- Pedro López Dávalos que también fue adelantado mayor de Murcia, casó con María de Orozco, señora de Tamajón y Manzaneque, y tuvo dos hijos, Rui López Dávalos segundo de este nombre, llamado el de Guadamur, que fue regidor de Toledo, y Lorenzo Dávalos, camarero mayor del infante Enrique de Aragón y muy su privado, según cuenta Juan de Mena en su copla 202, que murió en la batalla de Grismonda en 1441.

- Diego López Dávalos, segundo de este nombre, casó en Toledo con Leonor de Ayala, hermana de don Pedro López de Ayala, primer Conde de Fuensalida en 1470.

- Leonor Dávalos, casó con su pariente Men Rodríguez de Benavides. Tuvieron por hijo a Día Sánchez de Benavides, I conde de Santisteban del Puerto, progenitor de todos los demás.

Contrajo un segundo matrimonio con Elvira de Guevara, hija de Beltrán de Guevara, ricohombre, señor de Oñate y del Valle de Léniz. De esta segunda unión nacieron: 
- Beltrán Dávalos, cuando las persecuciones de su padre se pasó al reino de Nápoles.

- Hernando López Dávalos, hizo su asiento y casa en la ciudad de Toledo, como los demás hermanos, y le fue adjudicado en la partición de la herencia de su padre la villa de Arcos de la Frontera con las hazeñas del río Guadalete y las casas y otra hazienda y rentas de la ciudad de Sevilla y las de Cádiz en tiempo de Juan II de Castilla quien lo nombró uno de los regidores perpetuos de la ciudad de Toledo.

- Mencía Dávalos y Guevara, señora de Osorno por su matrimonio con Gabriel Manrique, conde de Osorno y Comendador mayor de Castilla en 1432.

- Constanza Dávalos, casó con Luis Maça, hijo mayor de Pedro Maça.

El tercer matrimonio lo contrajo con Constanza de Tovar, hija de Sancho Fernández de Tovar, guarda mayor del Rey Enrique III, y de esta unión fueron hijos:
- Iñigo Dávalos, pasó también a Aragón cuando la declinación de la fortuna de su padre, donde sirvió al Rey don Alonso «el Magnánimo», acompañándole a la conquista de Nápoles, y fundando allí rama.

- Alonso Dávalos, a quien en las particiones de la herencia de su padre le fue adjudicado Osorno en el obispado de Palencia, la mitad de Villabarva en el de Zamora, y las tercias de Paredes con la hacienda que tenía en Carrión.

- Rodrigo Dávalos, que había casado en Toledo con Mencía Carrillo, siguió la parcialidad del Infante don Enrique de Aragón, por lo que perdió su fortuna.

Y así se fue extendiendo el apellido por Madrid, La Rioja, Castellón, y otros lugares.

### Por Italia

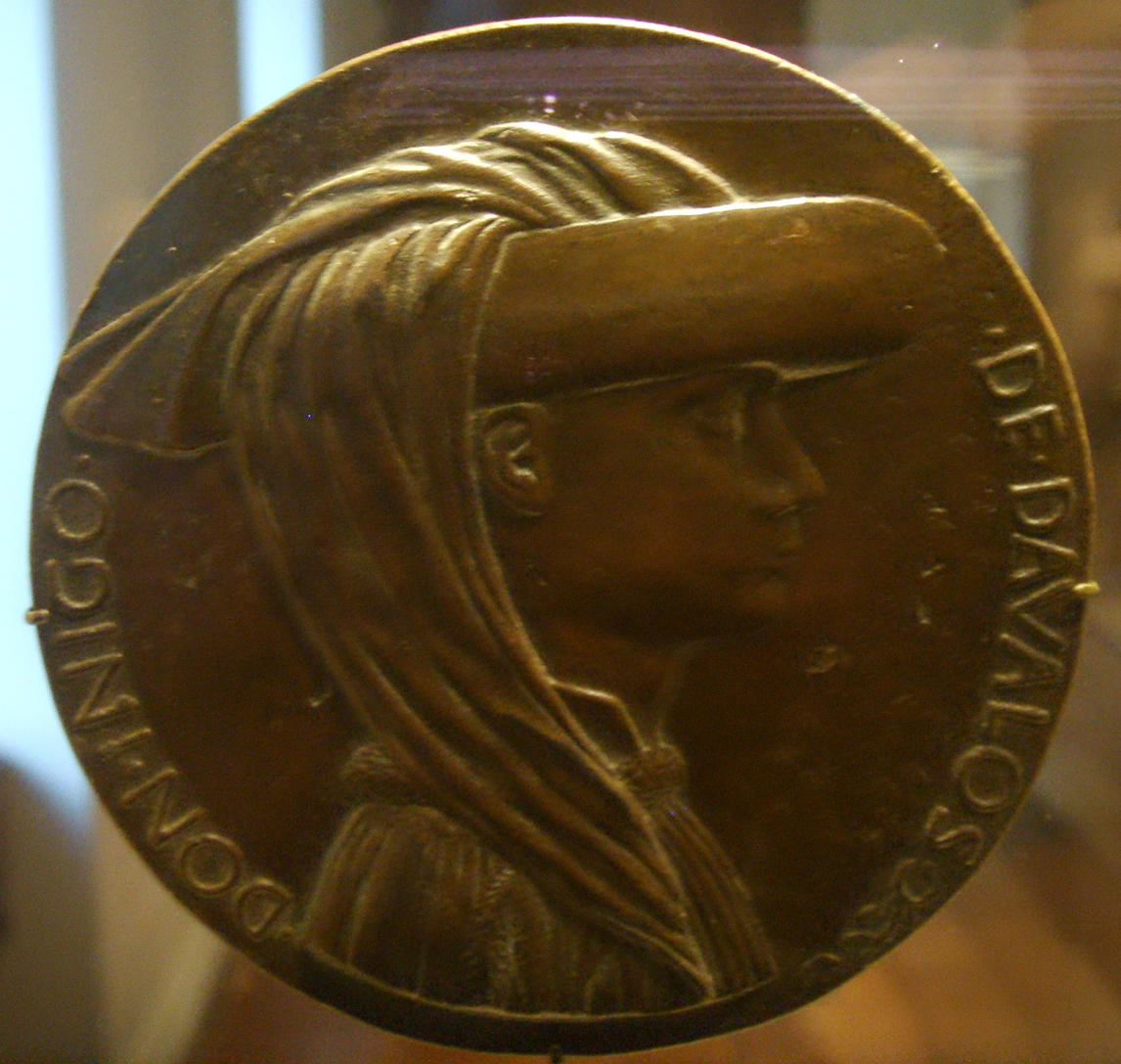
Medalla de D. Íñigo Dávalos, por Pisanello. National Gallery of Art, Washington.

Se inició con las conquistas de Nápoles a través de dos hijos del Condestable, Beltrán Dávalos y Guevara e Iñigo López Dávalos, primogénito de su tercer matrimonio, quien pasó a Aragón cuando la declinación de la fortuna de su padre; donde sirvió al Rey don Alonso «el Magnánimo», acompañándole en 1442 a la conquista de Nápoles, contra los del partido de Anjou.
Tan relevantes fueron los servicios que prestó Íñigo en aquella campaña al Rey don Alonso, que este le creó gran Camarlengo del reino de Nápoles, Conde de Monte Dorisio y le hizo merced de muchos de sus lugares. Casó con Antonia de Aquino, teniendo por hijos a  Alonso, Martín, Rodrigo, Iñigo, Constanza, Beatriz e  Hipólita.
Alonso fue cuarto Marqués de Pescara y del Basto (Vasto) y, en sucesión de su padre, gran Camarlengo del reino de Nápoles. Se distinguió en la defensa de Castelnovo contra los franceses. Murió de treinta años al ser mortalmente herido en la guerra. Hace memoria de su lastimosa muerte Ludovico Ariosto famoso poeta italiano en el canto 33 de su Orlando furioso. Casó, según unos, con  Hipólita, y según otros, Diana de Cardona, y fueron sus hijos: Fernando Francisco y Juan, muerto de poca edad.

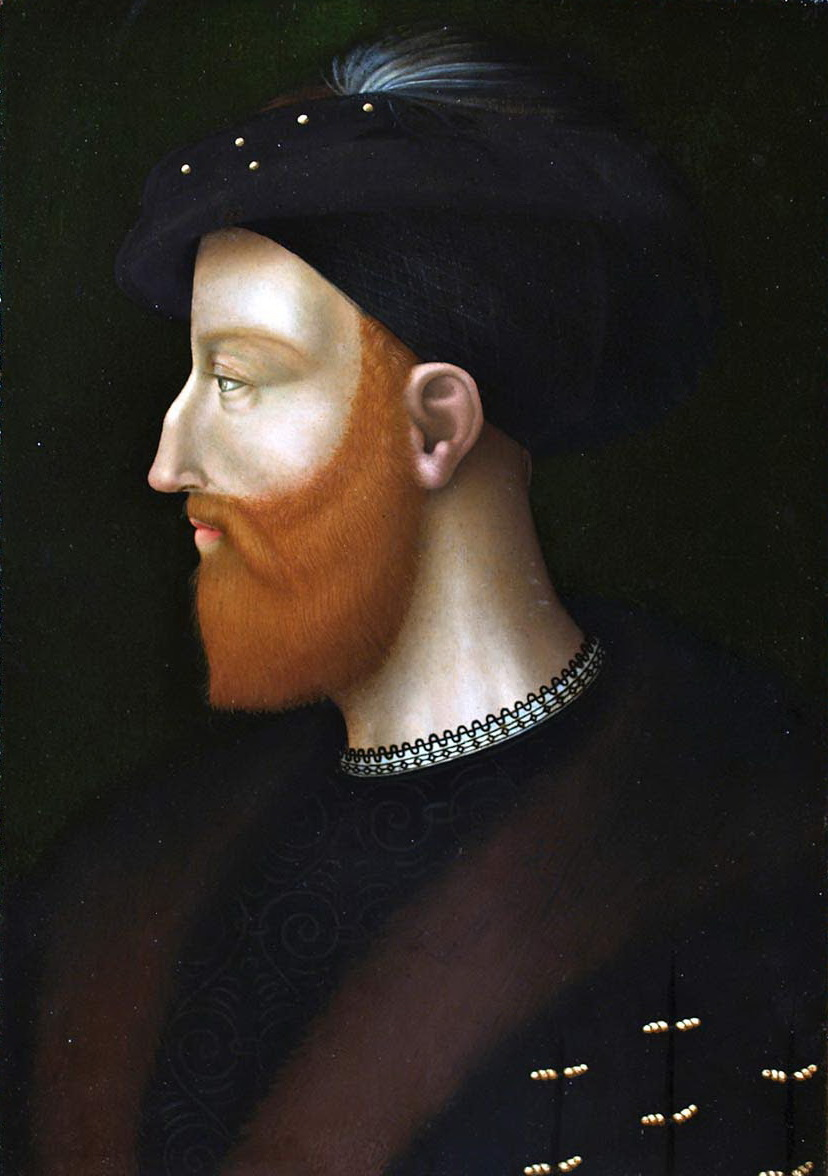
Marqués de Pescara

Su primogénito, Fernando Francisco, fue quinto Marqués de Pescara, y uno de los más gloriosos capitanes de su siglo, siendo el principal instrumento de las mayores victorias que consiguió en Italia el Emperador Carlos V. Aunque casó con Victoria Colonna, no dejó sucesión.
La batalla de Pavía (1525) va unida a su nombre. El consejo de generales reunido antes de la batalla se mostró contrario a entablar la lucha por considerar dudoso su éxito. Pero el Marqués de Pescara expuso razones tan poderosas a sus compañeros que se decidió el ataque bajo su mando. Colocó sus fuerzas con habilidad, maniobró con destreza y utilizó con acierto los arcabuceros, que fueron decisivos en la victoria sobre los franceses..

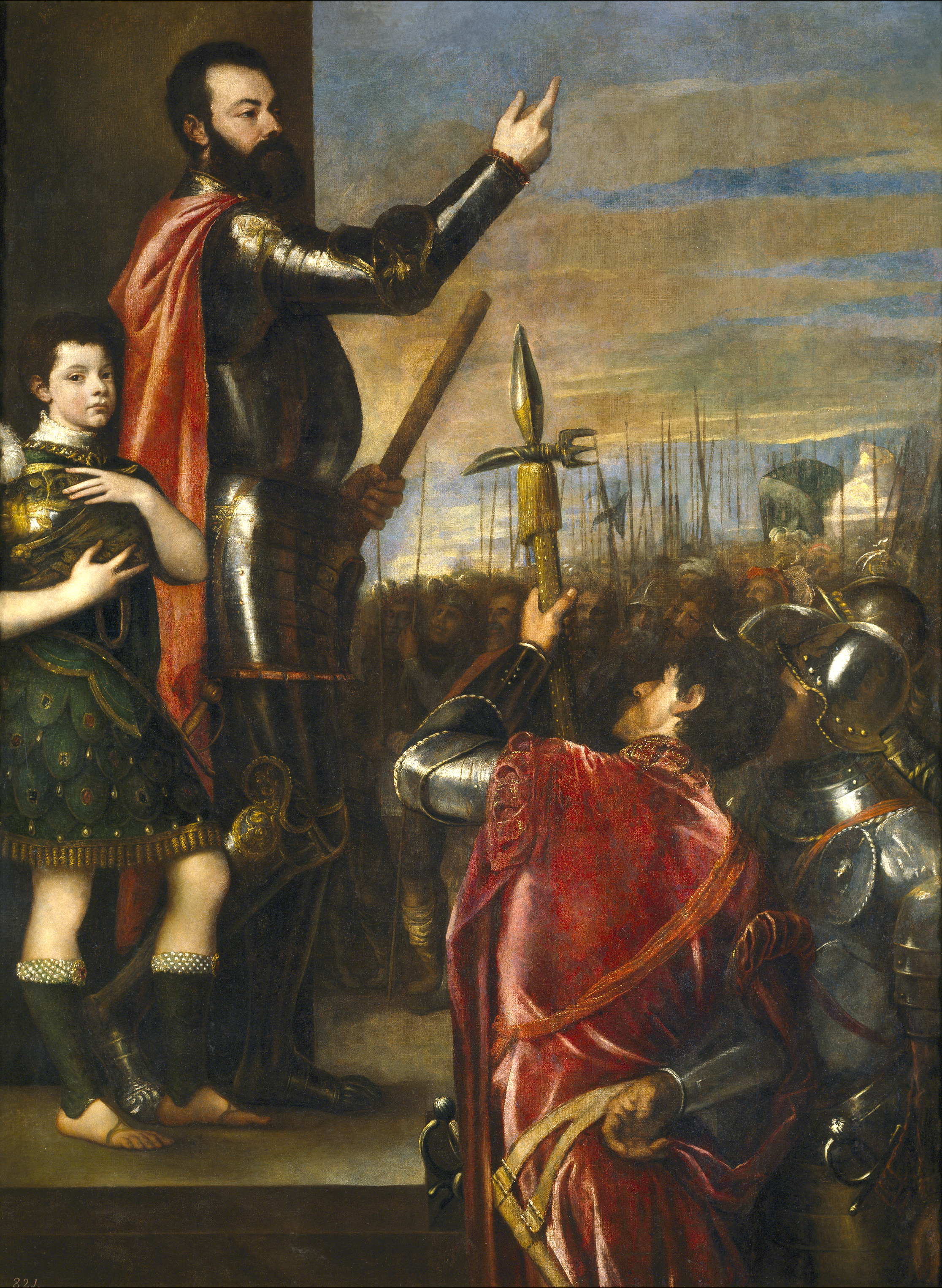
Marqués del Vasto

Alfonso Dávalos y San Severino (Isquia, 1502 - 1546) fue militar y condotiero italiano de origen español al servicio de Carlos I. Fue el famoso marqués del Vasto, y vino a ser también marqués de Pescara a la muerte de su primo hermano Fernando de Ávalos, con quien había combatido en la batalla de Pavía y a quien también sucedió en la comandancia de las tropas del Emperador Carlos.	En 1529 fue nombrado señor de Isquia y Procida, después de que la familia Cossa tomara partido por la causa francesa. En 1532 combatió en Austria contra las tropas de Solimán el Magnífico. Participó en las distintas expediciones de Carlos V, como en 1534 cuando dirigía la flota contra los turcos, que fueron aplastados, favoreciendo así la conquista de Túnez.
César, hijo segundo del famoso marqués del Vasto, nació en 1536. Fue Capitán de caballos en Lombardía (compañía con la participó en la victoriosa batalla de Jemmingen (Flandes) en 1568, junto a Rui López Dávalos, procedente de Toledo que también mandaba otra compañía de caballería; ambos parientes y descendientes del Condestable), y más tarde Gran Camarlengo del reino de Nápoles y Capitán General de Galeras en la famosa batalla de Lepanto.
Iñigo, que fue el tercer hijo del dicho famoso marqués del Vasto, fue Caballero de la orden de Santiago, y  Gran Camarlengo del reino de Nápoles. Había nacido en 1536 y después de recibir la ordenación canónica fue nombrado Cardenal en 1566. Le llamaban comúnmente el Cardenal de Aragón. Participó en numerosos Cónclaves hasta  1592, y administró Roma durante la ausencia en Ferrara del Papa Clemente VIII. Murió en 1600 y está enterrado en la Basílica de Santa María sopra Minerva de Roma. En la isla de Procida (junto a la de Ischia) en el golfo de Nápoles, que  el Emperador Carlos I había confiado a la familia Ávalos en 1529 para que protegieran a sus habitantes de las incursiones sarracenas, construyó el Cardenal Innico de Ávalos el Castello d’Ávalos, a pico sobre el mar, rodeando gran parte de la isla con murallas por las que se entraba por una sola puerta, la “Porta di Ferro”, por lo que fue denominada Terra Murata.

### Por América

#### Cuba
Nada más llegar a América, uno de los cabos más occidentales de la isla de Cuba es llamado también la Punta de Ávalos o Ábalos, cerca de Mantua. Su nombre se debe a Juan de Ávalos que en 1526 acompañó a Hernán Cortés a la conquista de Honduras. Cuando la pacificaron, Hernán Cortés mandó a Juan de Ávalos, su primo, que iba como capitán de su navío, que tomase de camino sesenta españoles que estaban en Acuzamil, que dejó allí aislados un tal Valenzuela cuando robó el Triunfo de la Cruz, que fundó Cristóbal de Olid. 
Este navío recogió a los españoles de Acuzamil, y dio al través en Cuba, en la punta que llamaban de San Antón. Se ahogaron Juan de Ávalos, dos frailes franciscanos y más de otras treinta personas. Debido a dicho naufragio es por lo que se llama desde entonces el lugar Punta de Ávalos. 
A partir de 1540 la licencia real para posesión de tierras destinadas a ganado menor (vacuno en este caso), se llamaban corrales. En Cuba, el más famoso de todos los feudos circulares fundados en territorio mantuano por aquella época fue el corral llamado Cruces de Ábalos, concedido en 1577, propiedad del alcalde de La Habana Fernando de  Ábalos o Ávalos. 

#### Nueva España, México
El descubrimiento del occidente de México se inició en 1522 cuando el capitán Alonso de Ávalos entró por el norte y el este de la laguna de Chapala. Exploró la región de Tuzpan, Tamazula, Zapotlán, Sayula, Zapotitlán y Tuzcacuesco, con lo que formó la provincia de Ávalos. La acrecentó un año después con Chapala, Tuxcueca, Teocuitatlán, Amacueca, Atoyac y otras más. Todo esto, junto con su hermano Fernando de Saavedra. Esta región fue llamada por varios siglos “las Provincias de Ávalos” y mantuvo esta denominación durante cerca de tres siglos.
Alonso casó primero con Inés de Rivera sobrina del Conde de Medellín; siendo su segundo matrimonio con Francisca de Estrada y Gutiérrez Flores de la Caballería, y tuvo por hijos a Isabel que casó con Juan Infante Samaniego y a Hernando López de Ávalos que casó con Mariana Infante (Existe una Probanza suya de 1581). 
De un trabajo de Thomas Hillerkuss, traslado su localización: al norte el lago de Chapala, al sur la laguna de Zapotlán, al este la sierra del Tigre y al oeste la sierra de Tapalpa, con 6.000 kilómetros cuadrados (equivalente a la actual provincia de Alicante o de Tarragona en España) de tierras fértiles y una densa población indígena… Y parte de sus Conclusiones: “Los pueblos de Ávalos y sus habitantes indígenas fueron una fuente de ingresos rica y segura para la Corona y su encomendero Alonso de Ávalos el Viejo con quien compartía los tributos por mitades. Entre las provincias del poniente mexicano, ninguna otra resultó tan próspera como Ávalos. Esta prosperidad tuvo buenas causas. La población de Ávalos no sufrió la catástrofe demográfica de otros pueblos y eso sugiere la estabilidad en las tasaciones. No conocemos en esa época quejas por parte de los indígenas, un caso verdaderamente excepcional”.
De él descendieron diferentes ramas: la rama de los Ávalos, que residía en la ciudad mexicana de Compostela en los siglos XVII y XVIII está representada por Pedro Dávalos Bracamonte casado con María Ulibarri de la Cueva, de quienes en 1645 nació Pedro Alonso Dávalos Bracamonte, Caballero de la Orden de Santiago, que fue Canciller y Alguacil mayor del Tribunal de la Santa Cruzada en México. En 1690 el rey Carlos II le concedió el título de Conde de Miravalle para él y para sus descendientes.
Era propietario de numerosas haciendas y minas. A finales del XVII mandó construir una mansión en México, la llamada Casa de los Condes de Miravalle, hoy localizable en el número 30 de la calle Isabel la Católica. Casado en 1671 con María Catalina Espinosa de los Monteros, les sucedió su hijo Pedro Dávalos Bracamonte, quien en 1704 adquirió para su querida esposa la Hacienda Santa Catarina del Arenal, y por ello recibió el sobrenombre de “la Condesa”, distante en aquellos años tan sólo 11 kilómetros de México,  donde un día hubo sauces en el camino que conducía a la casa virreinal por donde se veían los magueyales y las casas de adobe de Tacubaya. 
Los límites de la hacienda fueron alguna vez los ríos de la Piedad y Tacubaya, el camino a Chapultepec y los potreros de la Romita... En 1827 sus herederos vendieron la Hacienda que quedó integrada en la Ciudad de México conociéndose como colonia Condesa, que por su gran extensión permitió construcciones tales como una plaza de toros llamada El Toreo de la Condesa y hasta un hipódromo también llamado de la Condesa, donde actualmente se ubica el Parque México y el teatro al aire libre Coronel Lindbergh entre otros. La casa de dicha hacienda es hoy día la embajada de Rusia en México.
Los Dávalos mantuvieron su poderío económico durante varios siglos, particularmente en los estados de Jalisco y Michoacán. En el siglo XIX, a los hermanos Nicolás, Arcadio y Francisco Dávalos, descendientes de los primeros conquistadores y pobladores de México, se les consideraba los terratenientes más potentados de la región, según consta en el capítulo "Los Dávalos, una familia oligárquica del bajío Zamorano" perteneciente al séptimo tomo de la serie Estudios Michoacanos, redactado por el historiador Martín Sánchez Rodríguez.
El General Bibiano Dávalos, héroe de la República, fue quien recibió la espada de Maximiliano al rendirse. Su memoria está inmortalizada en una de las estatuas del Paseo de la Reforma en México.

#### Centroamérica, Colombia y Venezuela
Se han encontrado referencias que los sitúan en Guatemala, El Salvador, Nicaragua, Panamá. En Colombia figura el Maestre de campo Gil de Cabrera y Dávalos y al Capitán General Juan Eusebio Dávalos; y en Venezuela a José Ábalos, primer Intendente de Caracas.

#### Perú y Ecuador
En 1534 ya estaban en Perú Rodrigo de Ávalos, de Llerena y Alonso de Ávalos, de Trujillo. Y en 1537 Francisco Dávalos era Alcalde de Lima.
Existe un manuscrito realizado a finales del siglo XVI por un cronista indígena llamado Felipe Guamán Poma de Ayala, titulado: “Nueva Coronica y Buen Gobierno” que relata la conquista del Perú, con gran cantidad de grabados muy bonitos y significativos. En la página 392 inserta un grabado sobre el Capitán de Caballería Luis Ávalos y Ayala, en el que le muestra lanceando al jefe inca Quiso Yupanqui Inga, en la defensa de Lima en 1536.
En 1553, había nacido en Lima Juan Dávalos de Ribera, de la Orden de Calatrava, encomendero de Hurín-Ica y corregidor de Cañete en el Perú. Sucedió en el mayorazgo al Conquistador Nicolás de Ribera el Viejo, uno de los principales compañeros de Pizarro y de los Trece de la isla del Gallo, primer alcalde y fundador de Lima, que había casado con Elvira Dávalos Solier y Niño de Valenzuela, nacida en Santo Domingo en La Española. Este Nicolás de Ribera era natural de Olvera en la provincia de Cádiz, cuyo padre Alonso de Ribera fue alcaide de dicha villa y de la Torre del Alhaquime, una de las plazas ganadas por el Condestable Dávalos. 
La familia Dávalos de Ribera mantenía de antiguo lazos de amistad con la del insigne Miguel de Cervantes Saavedra. Prueba de ello son los versos que le dedica en 1584 en su Galatea:
Por prenda rara desta tierra ilustre,
claro don Juan, te nos ha dado el cielo,
de Ávalos gloria, y de Ribera lustre,
honra del propio y del ajeno suelo:
dichosa España, do por más de un lustre
muestra serán tus obras, y modelo
de cuanto puede dar naturaleza
de ingenio claro y singular nobleza.
Su nieto fue Nicolás Dávalos de Ribera, Caballero de la Orden de Calatrava, General, Gobernador y alcalde de Lima en 1677 y 1684, y a quien ese mismo año el rey Carlos II le concedió el título de Conde de Santa Ana de las Torres en atención a su ilustre calidad y en remuneración por sus grandes servicios actuados en la recuperación de Panamá y demás expediciones militares del Mar del Sur.
Un sobrino suyo fue Juan Dávalos de Ribera y Mendoza, a quien en 1744 el Rey Felipe V le concedió el título de Conde de Casa Dávalos.
En Ecuador, en 1552 y procedente de México y del Perú, Gil Ramírez Dávalos fue nombrado Corregidor del Cuzco. El historiador Efrén Avilés Pino, dice en su Enciclopedia del Ecuador entre otras cosas que...se interesó en mantener expeditos los caminos y puentes, y su preocupación por el bien del pueblo lo llevó a controlar la provisión de carne, pan y demás comestibles, iniciando la construcción de una carnicería y de albóndigas de trigo y maíz para vender a moderados precios.
En 1557, siendo Capitán General de Quito, llevó a cabo la fundación de Santa Ana de los cuatro ríos de Cuenca, cuyo centro histórico fue declarado en 1999 por la Unesco, patrimonio de la Humanidad. En 1559 fundó las ciudades de Archidona, Ávila, Baeza (en recuerdo de su ciudad natal), Maspa y Tena.../...

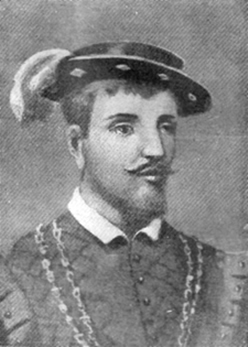
Juan Dávalos Jufré

Murió en Riobamba antes de 1580.

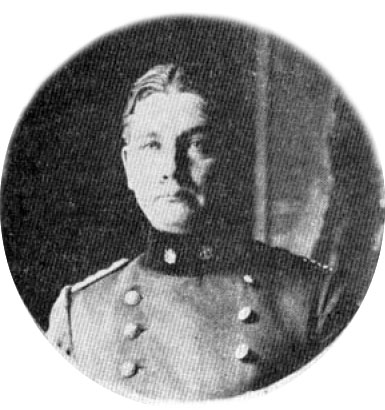
Manuel Ávalos Prado

#### Bolivia, Chile, Argentina y Uruguay
En 1540 Juan Ávalos (o Dávalos) Jufré, de Garrovillas, procedente de Perú  pasó a Tarija, población de la actual Bolivia, tomando parte en su conquista. De allí partió a Tarapacá (población boliviana hasta 1883 que pasó a Chile), a reunirse con Pedro de Valdivia, con la intención de seguir juntos hacia el sur. Fue cofundador de la ciudad de Santiago de Nueva Extremadura, Alcalde de Santiago en 1541 y 1543 y Regidor desde 1545 a 1547.
Cuando la fundación de Santiago había recibido un solar donde construyó la primera casa de altos de Chile y la más espaciosa y donde luego se albergaban todos los gobernadores, obispos y soldados de alto rango que llegaban a Chile. Más tarde, recibió también unas tierras en Ñuñoa a las que sumó las de Peteroa y Mataquito. En Ñuñoa plantó las primeras vides que hubo en la zona central, produciendo los primeros vinos que se consumieron en Chile y en Perú.
En 1913, el Capitán Manuel Ávalos Prado, el aviador militar de más experiencia en el país, marcó otro hito en su carrera al realizar el primer vuelo de un avión militar y se le encomendó como director interino de la incipiente Escuela de Aeronáutica Militar, la primera en América y una de las más antiguas del mundo, que aún hoy y en su memoria, lleva su nombre.
En Argentina, nació en Corrientes en 1798 el General de Caballería José Domingo Ábalos, que en 1845 se unió al Ejército Grande de Urquiza, con el que hizo la campaña de Uruguay. En 1852 en la batalla de Caseros, la División Ávalos de caballería formaba parte del Ejército Libertador.

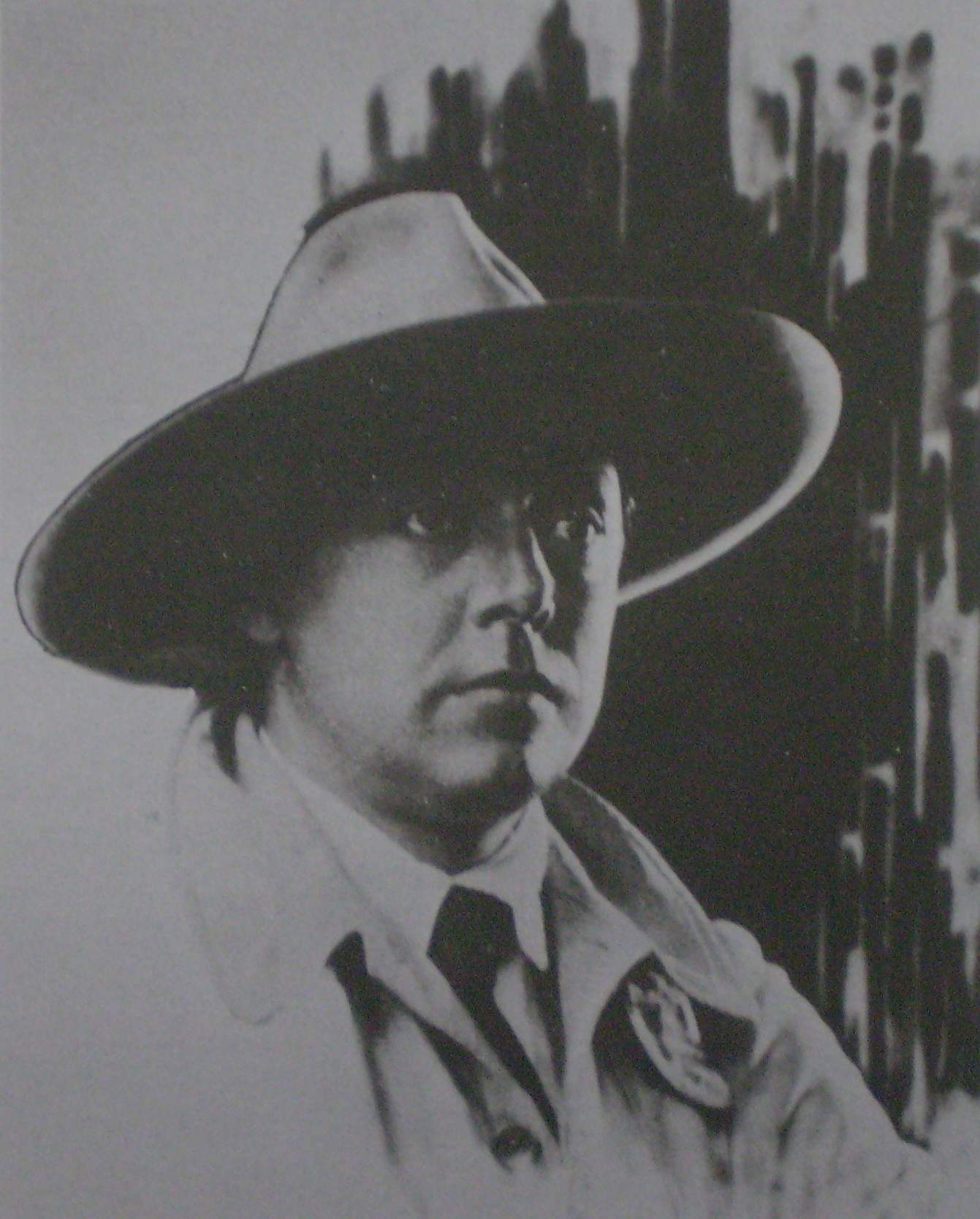
Juan Carlos Dávalos

En 1817 nació el doctor José Benjamín Dávalos, que fue gobernador de Salta y que desarrolló la bodega más antigua de Argentina (fundada por su suegro en 1831) incorporando vides francesas de malbec y cabernet sauvignon. Hoy existe todavía la bodega Tacuil en los Valles calchaquies. José Benjamín fue abuelo del escritor, poeta y ensayista Juan Carlos Dávalos, nacido en Salta en 1887. Con el comenzó una dinastía de artistas de renombre siendo sus hijos Jaime Dávalos y Ramiro Dávalos, exponentes artístico-culturales en el campo de la poesía y la pintura moderna correspondientemente, en la década de 1960 en Argentina. También Julia Elena Dávalos, hija de Jaime Dávalos, es una consagrada cantante folcklórica Argentina. En la provincia de Salta y en el norte argentino, siendo una familia tradicional de la provincia, el apellido está asociado al arte, la cultura regional y a la vitivinicultura, con numerosas calles, monumentos y salas de teatro en su homenaje.
En 1825, el General de Caballería José María Ávalos nació también en Corrientes. Fue parte activa de la fundación de Resistencia, capital actual de la provincia del Chaco, de la que fue nombrado Juez de Paz.

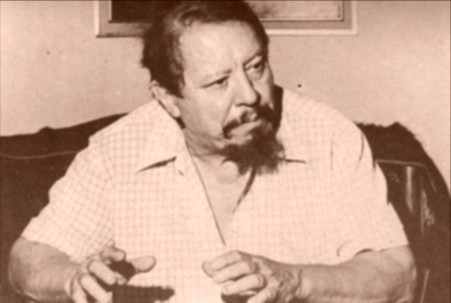
Jaime Dávalos

Nacido en 1892, Eduardo Jorge Ávalos llegó a ser General de Brigada. En 1944 fue Ministro del Interior y en 1945 reclamó y obtuvo la renuncia de Perón, pasando a ocupar el Ministerio de Guerra.
En Uruguay, y concretamente en Montevideo hay una calle llamada Ávalos y otra denominada Congreso de Ávalos.

#### Paraguay, Brasil - Filipinas y Estados Unidos
En Paraguay, ya en 1660, era Alcalde de Asunción Fernando de Ávalos y Mendoza, y en 1771 Tomás Ávalos.
El primer paraguayo que  recibió el título de Doctor en Medicina fue José Dávalos y Peralta quien estudio en la “Universidad de San Marcos” de Lima (Perú) y después de haber hecho seis años de práctica médica en el Hospital Santa Ana de la capital peruana, obtuvo su título como Doctor, el 8 de octubre de 1695. Ese mismo año, trasladado a Asunción, fundó el segundo Hospital de la ciudad, en el que trabajó hasta su muerte en 1731.
En 1703 era Gobernador del Paraguay el General José de Ávalos y Mendoza, nacido en 1672, criollo paraguayo de ilustre ascendencia, de gran versación jurídica y de notables servicios en la guerra. Era hijo del también General Francisco de Ávalos y Mendoza, y sostuvo la teoría de la supremacía del interés general sobre el meramente fiscal o estatal.
En Brasil y en 1638 Juan Dávalos y Benavides, de Baeza (Jaén), fue nombrado Capitán de Cevallos en atención a haber servido en la Armada Real del Océano, en la repartición del Sur, Plaza de San Sebastián y Río Janero más de diez años. Habiéndose oído que la Armada de Holanda andaba en aquellas costas, fue nombrado Gobernador del Puerto y Plaza de Carioca, impidiendo que los enemigos lograsen el desembarco que intentaron. 
En Filipinas, era Tesorero de la Armada de Filipinas en 1542 Gonzalo Ávalos, de Úbeda, y en 1583 Melchor de Ávalos, de Medellín, fue Primer Oidor de la Audiencia de Filipinas en 1583.

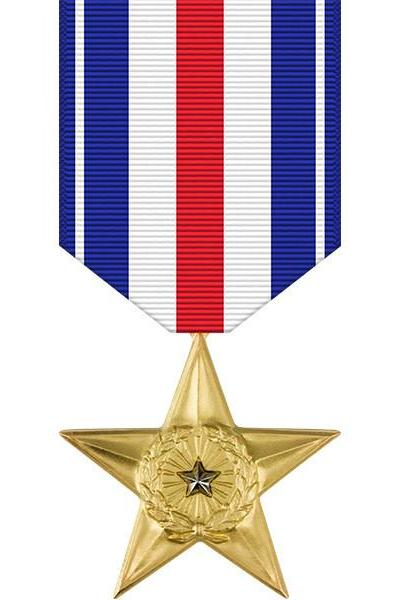
Medalla al Valor

En Estados Unidos, aun cuando su historia sea más reciente, también encontramos ejemplos de valor  y espíritu de empresa del linaje, y así nos encontramos con Manuel Ávalos, del primer Batallón del 3º Regimiento de la 3ª División de Marines, que el dos de junio de 1966 fue premiado por sus acciones en la guerra del Vietnam: Awards and Citations: Awarded for actions during the Vietnam War: The President of the United States of America takes pleasure in presenting the Silver Star to Corporal Manuel Avalos, Jr. (MCSN: 2080450), United States Marine Corps, for conspicuous gallantry and intrepidity in action while serving with Company B, First Battalion, Third Marines, THIRD Marine Division (Rein.), FMF, in connection with combat operations against insurgent communist (Viet Cong) forces in the Republic of Vietnam..